# Isidor Gistl

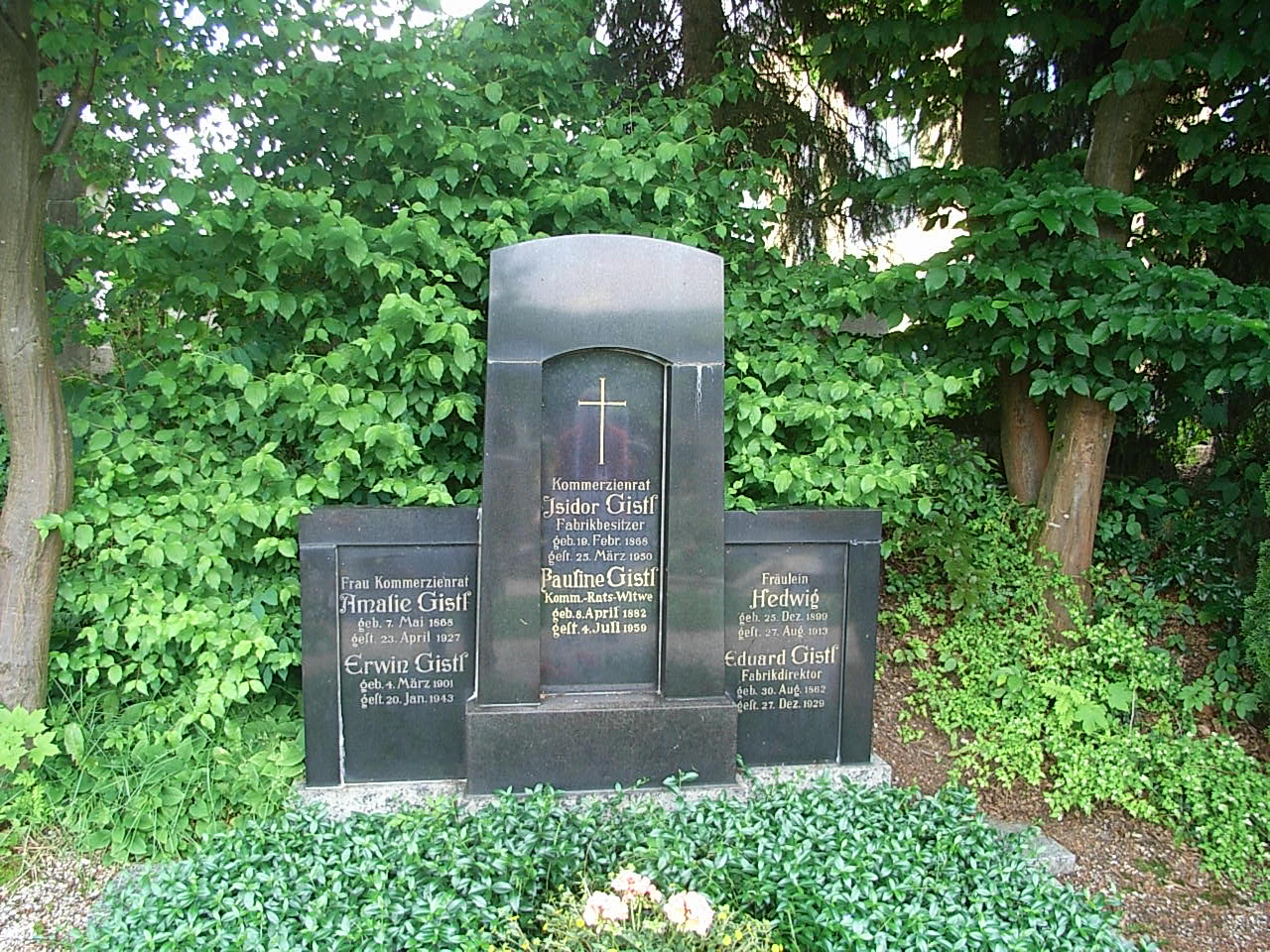
Das Grab auf dem Friedhof in Frauenau

Isidor Gistl (* 19. Februar 1868 in Schweinhütt; † 25. März 1950 in Frauenau) war ein deutscher Fabrikant.

## Leben
Der Sohn eines Tafelglasmachers, Glasfuhrmanns und Wirtshauspächters besuchte die Realschulen in Deggendorf und Regensburg. In der Glashütte in Oberfrauenau, die im Besitz der Familie Poschinger war, erlernte er das Glasgewerbe und die Betriebsleitung.
1894 ging er nach Regenhütte, wo er in der dortigen Glashütte Steigerwald als Direktor fungierte. 1906 kehrte er nach Frauenau zurück und pachtete die 1848 von Michael von Poschinger gegründete Moosauhütte (bis 1924). Er baute den Betrieb erfolgreich aus, die Zahl der Beschäftigten steigerte sich unter seiner Führung von 150 auf 500. Dann kaufte er Grundstücke in Frauenau und errichtete 1923 nach den Plänen des Architekten Georg Pabst seine eigene Glashütte.
Dabei nutzte er die besonderen Verhältnisse der Inflationszeit und druckte seit dem 25. August 1923 Notgeld, Geldscheine von 1,5 Millionen bis 5 Billionen Mark, mit denen er seine Arbeiter und Firmen bezahlte. Die 1925 an der Bahnstrecke Zwiesel–Grafenau fertiggestellte Glashütte Gistl galt als eine der modernsten Kristallglasfabriken Europas. Neben der Fabrik ließ Kommerzienrat Gistl auf über 2.000 Hektar 27 Wohnhäuser mit 200 Werkswohnungen bauen, dazu eine großzügige Gastwirtschaft und den Gistlsaal, den damals größten Veranstaltungsbau des Bayerischen Waldes.
Gistl, der ein großer Mäzen der Gemeinde und der Pfarrgemeinde war, machte Frauenau zum Industriestandort. Die Weltwirtschaftskrise überstand Gistls Unternehmen trotz erheblicher Probleme. 1933/34 scheiterte sein Versuch, das insolvente Glashüttengut Buchenau zu kaufen, am Widerstand des Staates, der das Gut schließlich übernahm.
Ende der 1930er Jahre beschäftigte er wieder 700 Personen. Der 3½ Zentner schwere »Glaskönig« strengte nach dem Zweiten Weltkrieg vergeblich einen Prozess vor dem Arbeitsgericht gegen seinen Graveurmeister Valentin Eisch an, als dieser 1946 seine eigene Glasfabrik in Frauenau gründete. Daraufhin versuchte er die neue Glashütte zu boykottieren.
Er war in erster Ehe mit Amalie Kaspar († April 1927) aus Frauenau verheiratet, durch die er Vater von acht Kindern wurde, von denen drei früh verstarben. Per Zeitungsinserat suchte er nach einer Hausdame. Seine Wahl fiel auf Lucie Behrend aus Meißen, die er im Januar 1930 heiratete. Nach der Scheidung heiratete er mit Pauline Bauer aus Frauenau seine dritte Ehefrau. Er starb unerwartet nach einem Kinobesuch im Gistlsaal.